# Mantispa chrysops
Mantispa chrysops is een insect uit de familie van de Mantispidae, die tot de orde netvleugeligen (Neuroptera) behoort. 
Mantispa chrysops is voor het eerst wetenschappelijk beschreven door Stitz in 1913.